# Oči mohou nejen vidět
Oči mohou nejen vidět (anglicky „Eyes Do More Than See“) je krátká vědeckofantastická povídka spisovatele Isaaca Asimova, která vyšla poprvé v dubnu 1965 v časopise The Magazine of Fantasy & Science Fiction. Byla následně zařazena do povídkových sbírek, např. Nightfall and Other Stories (1969). Česky vyšla např. ve sbírce Sny robotů (1996).
Námětem povídky je evoluce lidských bytostí do živoucích vírů energie v daleké budoucnosti.

## Postavy
- Ames
- Brock

## Děj
Ve velmi vzdálené budoucnosti (přibližně několik bilionů let) lidé opustili fyzickou formu a přijali existenci energetických vírů cestujících vesmírem. Jedna z entit si po mnoha miliardách let vzpomene na své jméno Ames. Chce vyzkoušet vymodelovat z hmoty hlavu, část svého bývalého těla. Když ji ukáže druhé entitě jménem Brock (která bývala dříve ženou), ta si uvědomí bolestnou vzpomínku na svou dřívější fyzickou podstatu a lásku, kterou cítila. Přidá k tváři slzy a uteče pryč. Ames si vzpomene, že býval mužem, rozetne model hlavy vedví a vydá se za Brock.

## Česká a slovenská vydání
Česky nebo slovensky vyšla povídka v následujících sbírkách nebo antologiích:
Pod názvem Oči mohou nejen vidět:
- Sny robotů (Mustang 1996, Knižní klub 1996)[1]

Pod názvem Oči nie sú len na pozeranie:
- 23x Asimov (SFK Winston Praha 1989, fanbook) (slovensky)